# 杭州大剧院

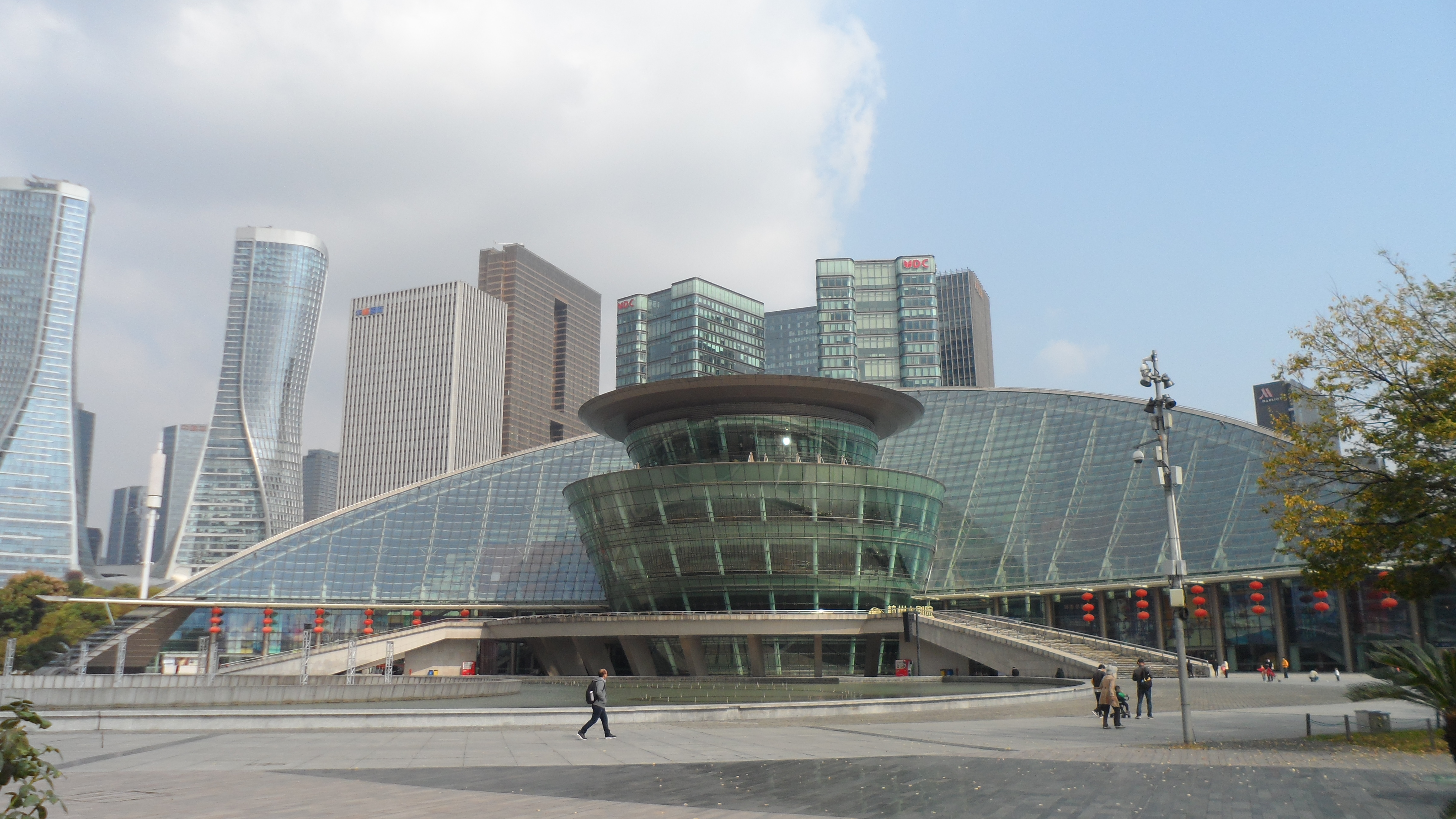
杭州大剧院

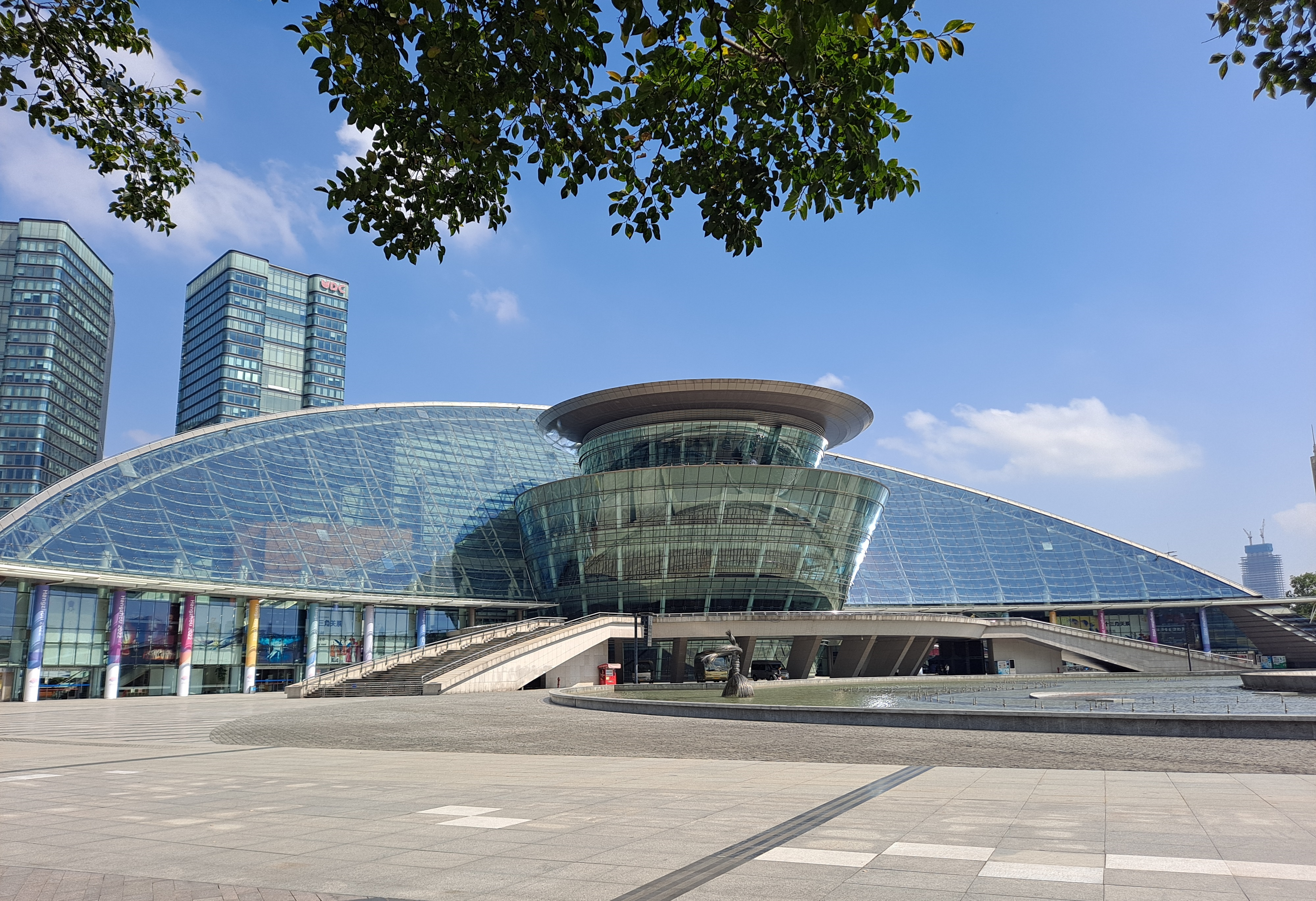
杭州大剧院

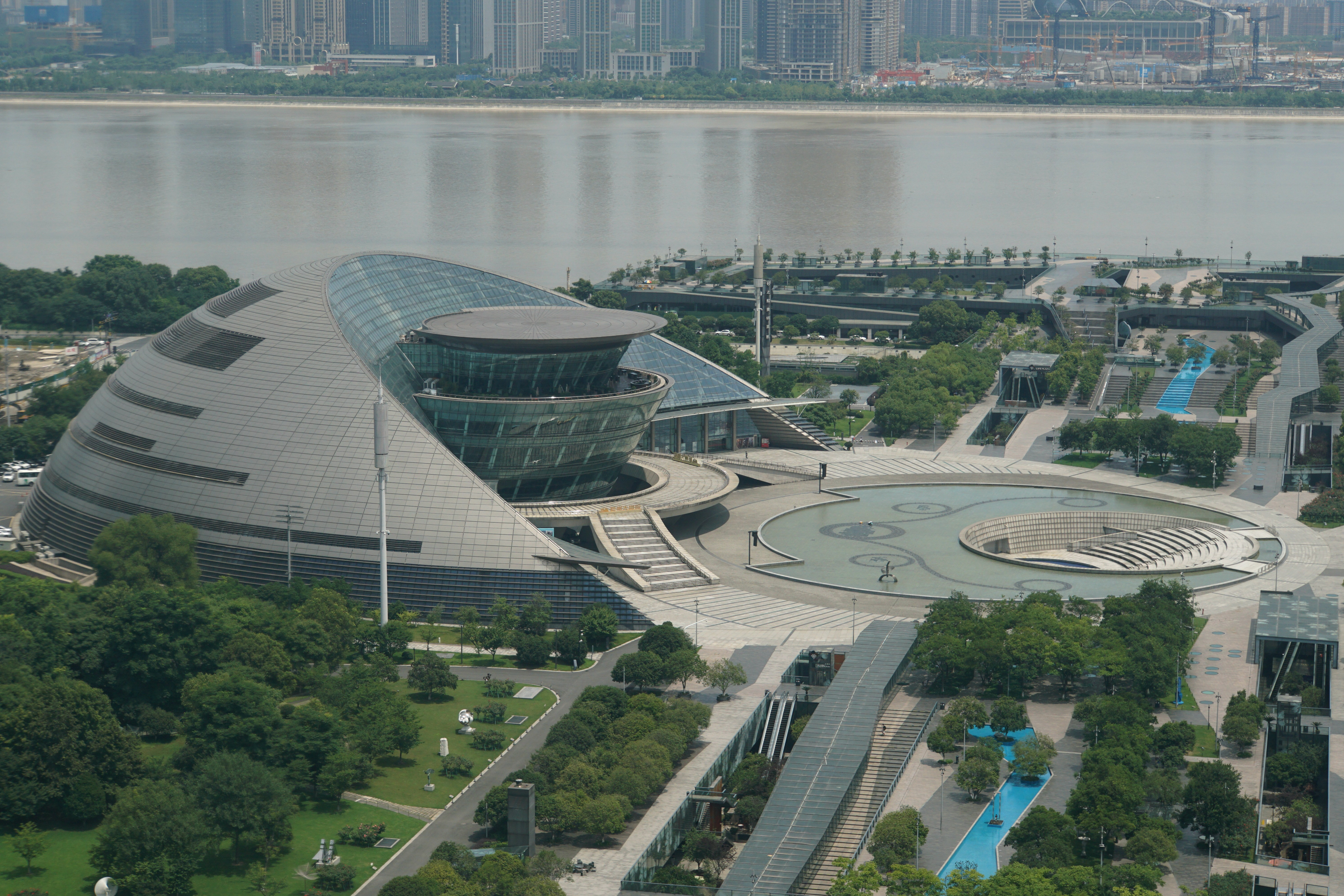
从市民中心上观看杭州大剧院

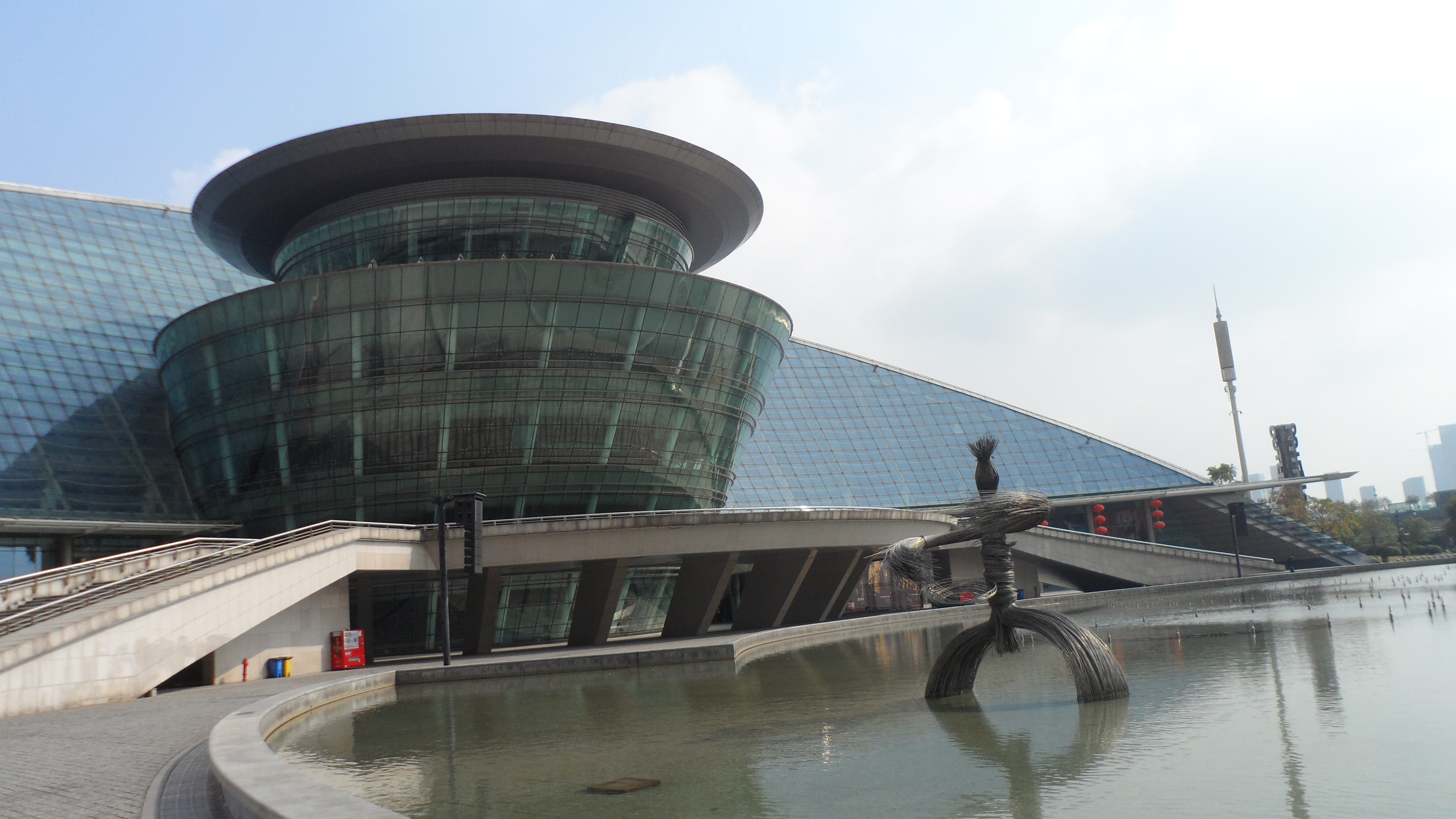
杭州大剧院与前面的水池

杭州大剧院（Hangzhou Grand Theatre）位于杭州市钱江新城南端钱塘江边的之江东路，总占地面积145亩，总建筑面积约5.5万平方米。建筑由加拿大著名剧院设计师卡洛斯·奥特设计。其西南方向是杭州国际会议中心。

## 概况
2004年7月建成并投入使用，是杭州市政府投资新建的标志性文化设施。大剧院的广场部分与钱江新城市政广场紧密结合在一起。建筑面积55000平米。

## 主要设施

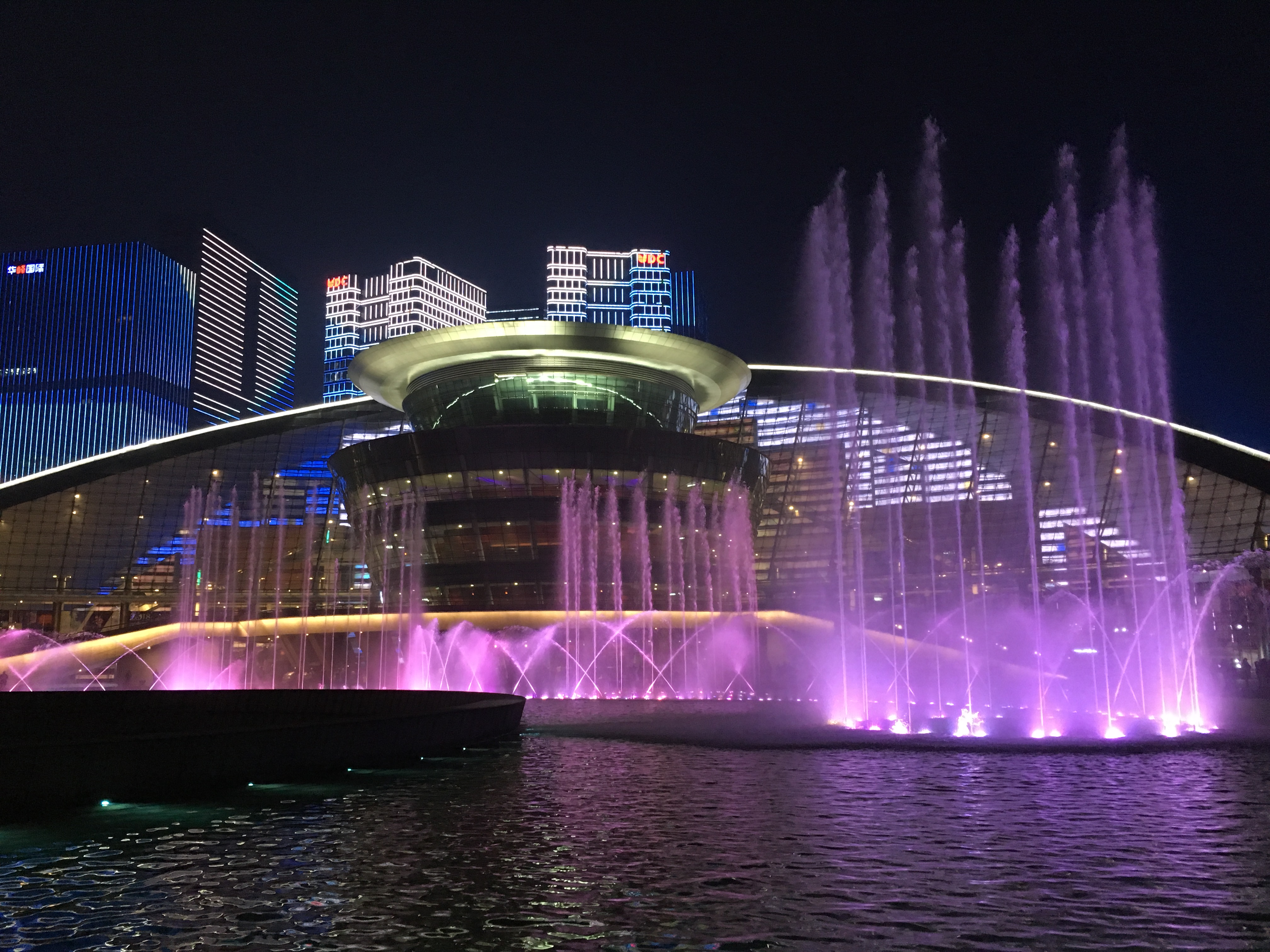
杭州大剧院音乐喷泉表演

### 歌剧院
1600座的歌剧院建筑呈马蹄形，观众大厅由一层池座、两层楼座和左右包厢组成。有全方位升降及旋转的“品”字型舞台，满足了大型演出剧目的需要。坐席区以红色为基调。舞台区域的总宽度为68米，深度达53米(主舞台深24米)，舞台总面积达2000多平米。

### 音乐厅
614座的音乐厅设计呈古典鞋盒形，以宝蓝色为基础色调。主要用于举办室内乐、个人演唱会等小型演出。在舞台的中间有一个升降台可以升降钢琴。整个舞台后部分的坐席可以提供给合唱人员。内有一台世界顶级钢琴——斯坦威d-274型钢琴，以及一台奥地利进口管风琴。

### 可变剧场
400座，也称多功能厅。配置了电动升降母台、子台等舞台机械设备和暗藏电动翻转座椅、伸缩活动座椅等设施。用于小型话剧演出，举行新闻发布会和时装秀表演。

### 露天剧场
700座的下沉式露天剧场及室外文化广场。露天剧场结合水景设计，为整个建筑增添了生命活力，营造了一个贴近大自然的艺术场所。

### 喷水池
音乐喷泉于2015年10月建成并投入使用。整体喷泉造型由五个圆与弧线组成，运用了120套变频喷泉、126套一维数控喷泉、40套太极两仪喷泉、628盏DMX512控制的水下跑灯等技术。
时间：
- 冬季每周二、五、六晚上18:30、19:30各一场。
- 夏季每周二、五、六晚上19:30、20:30各一场。